# Hamburg Cruise Center Steinwerder

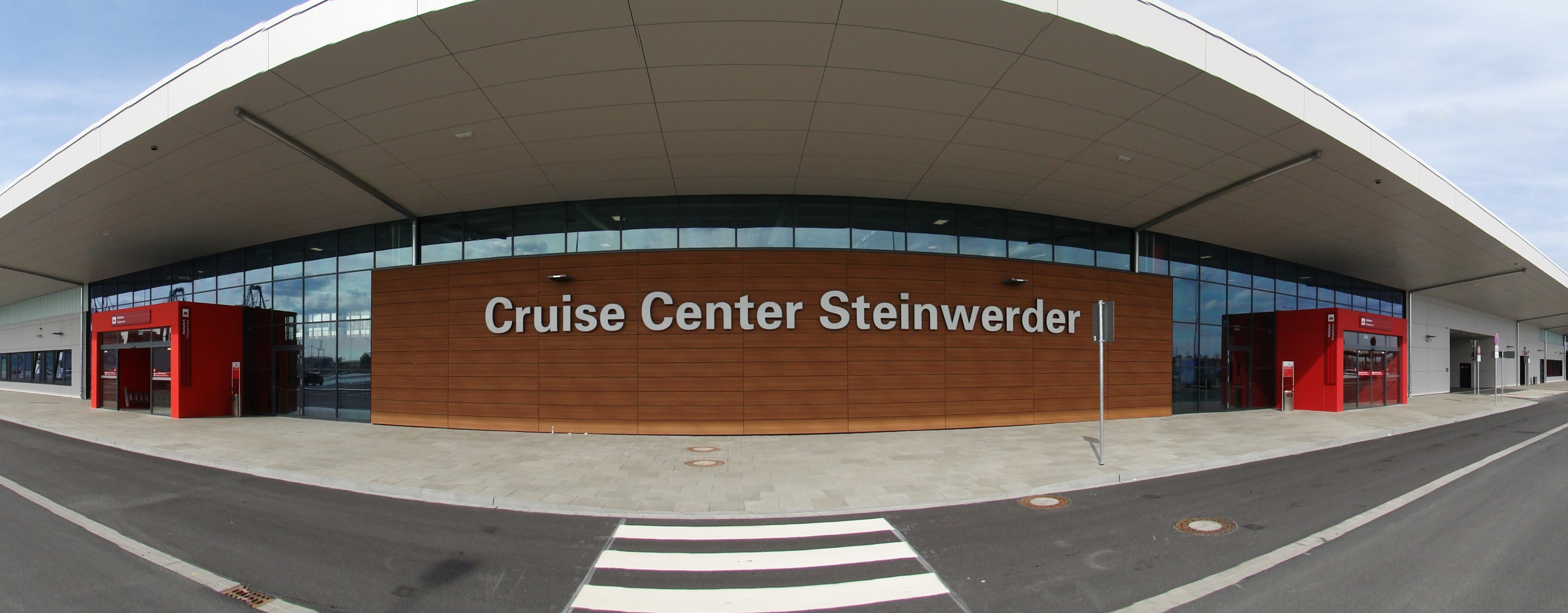
Eingangsbereich

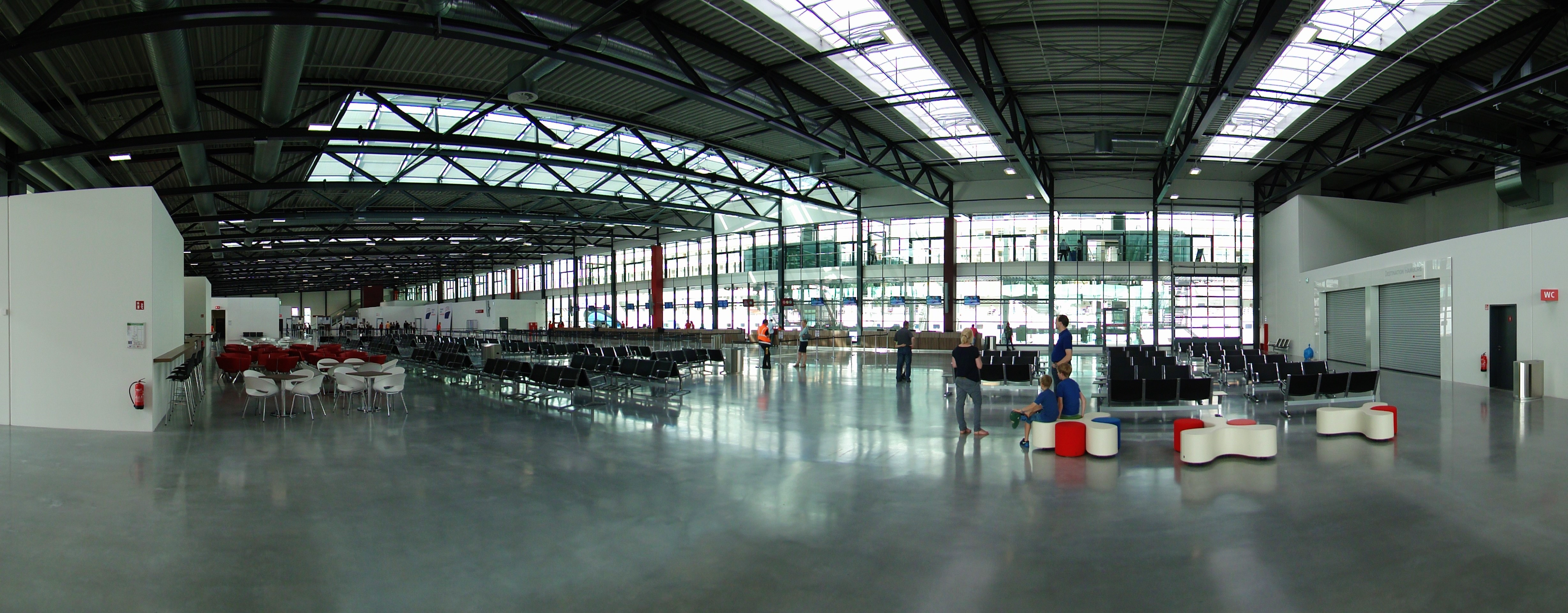
Innenaufnahme des Terminals

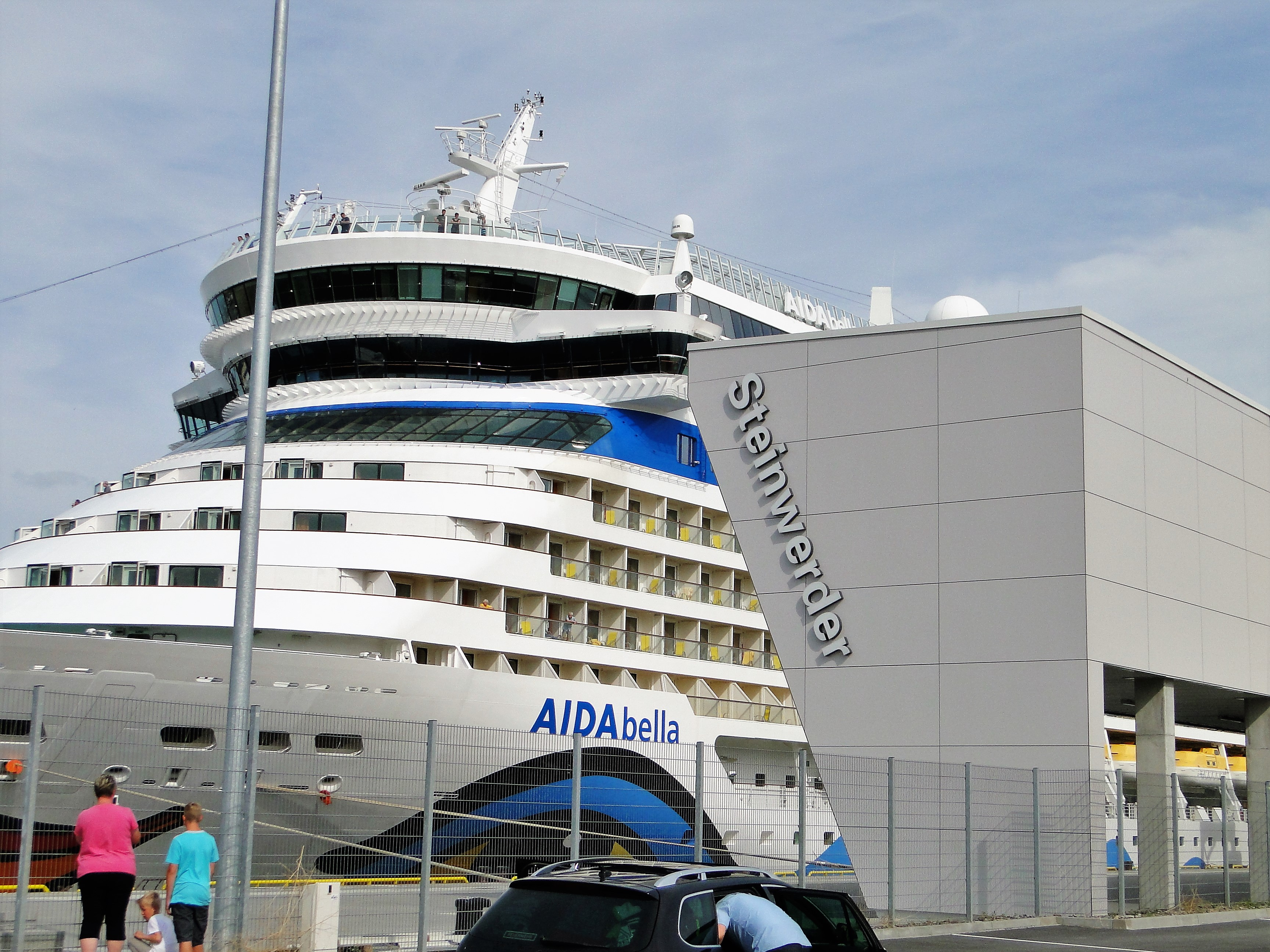
AIDAbella am Cruise Center Steinwerder

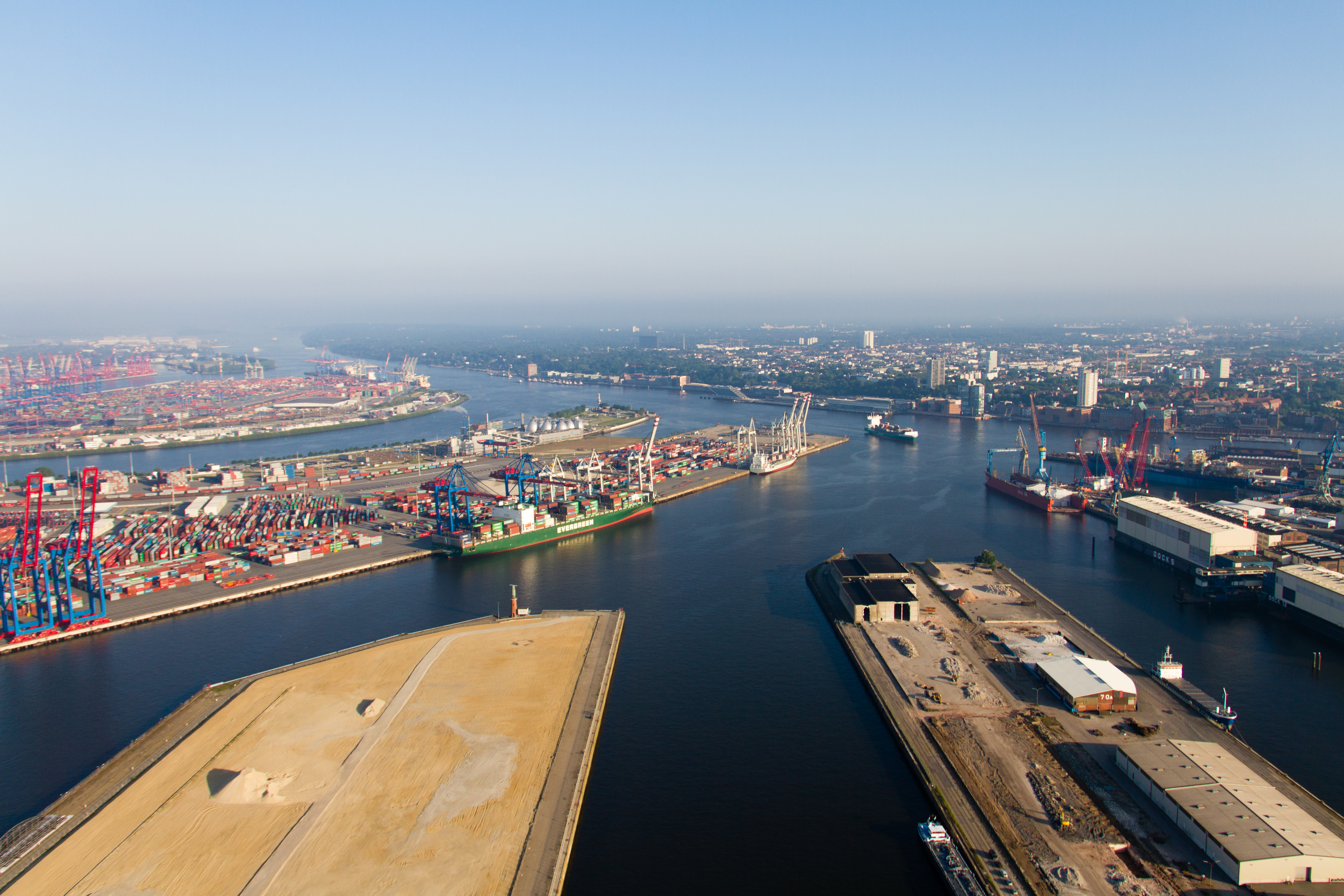
Luftaufnahme des von Schuppen freigeräumten Kronprinzkai (unten Mitte) vom Juni 2013 vor der Bebauung mit dem Cruise Center

Das Hamburg Cruise Center Steinwerder, auch Hamburg Cruise Center 3 (CC 3) genannt, ist seit seiner Inbetriebnahme am 9. Juni 2015 das neueste Kreuzfahrtterminal und liegt mitten im Hamburger Hafen.
Die 80 Mio. Euro teure Anlage entstand am Kronprinzkai im Kaiser-Wilhelm-Hafen südlich der Norderelbe. Durch diese Lage auf einer Halbinsel mitten im Hafen ist die Innenstadt Hamburgs nur über längere und umständliche Wege zu erreichen. Dafür wurde am Terminal ein neuer Anleger für Hafenfähren eingerichtet, der bis Frühjahr 2016 allerdings noch nicht regelmäßig angefahren wurde.

## Terminalbetreiber

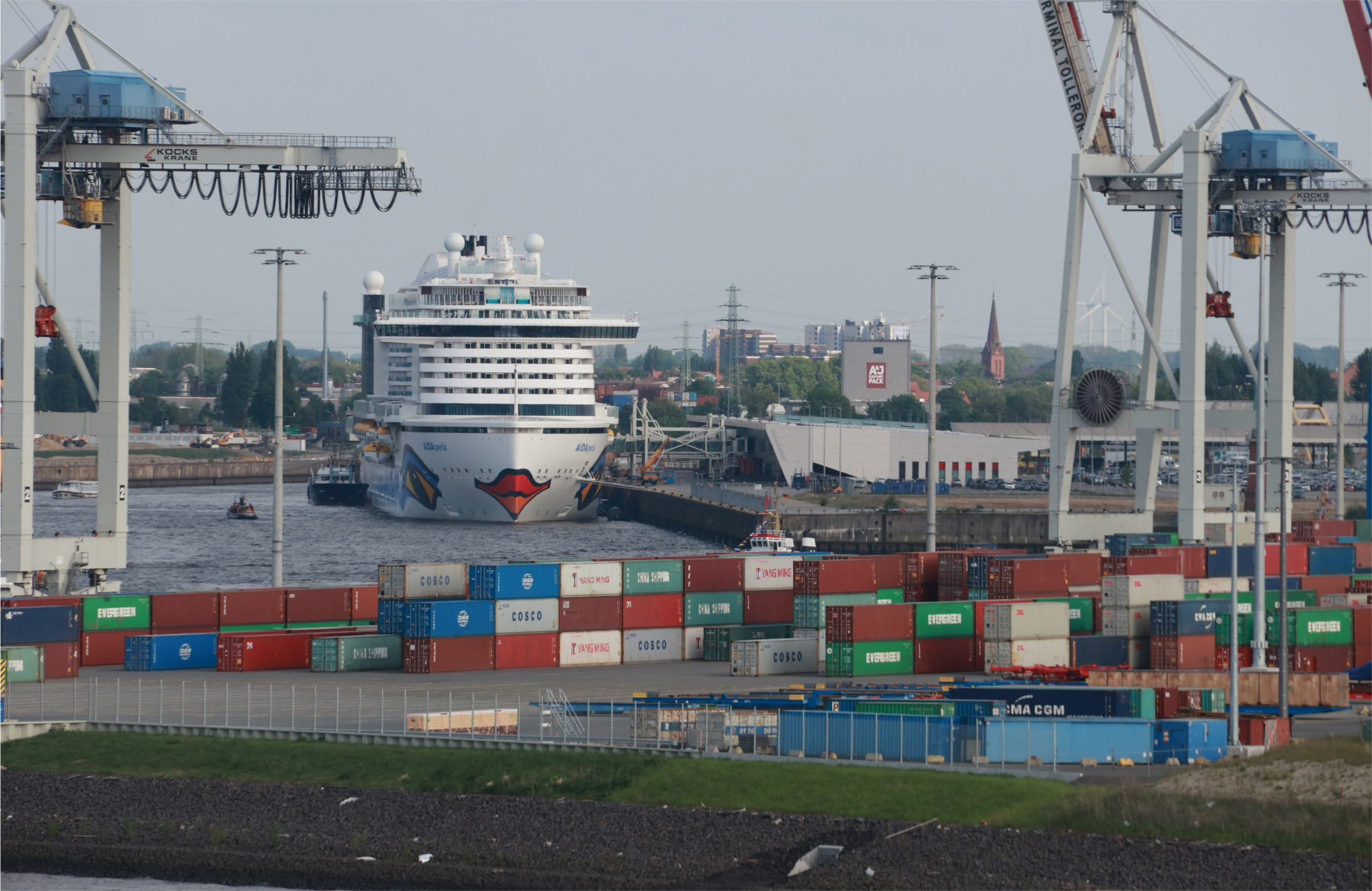
Terminal Steinwerder Hamburg

Bei der Terminalbetriebsgesellschaft Cruise Gate Hamburg GmbH (CGH) handelte es sich zunächst um ein Gemeinschaftsunternehmen von Hamburg Port Authority (HPA) (51 %) und Flughafen Hamburg GmbH (FHG), die Erfahrung auf dem Gebiet der Gepäckabfertigung einbringt. Die CGH hatte die Aufgabe, den Kreuzfahrtstandort Hamburg und die Neuorganisation des Kreuzfahrtgeschäfts in Hamburg weiter voranzutreiben. Die Gesellschaft dient nun als zentrale Anlaufstelle für alle Kreuzfahrtreeder. Dies beinhaltet sowohl den Betrieb als auch die Liegeplatzvergabe an den drei Kreuzfahrtterminals in Hamburg. Anfang 2016 übergab die FHG ihre bisherigen Anteile an der CHG an die HPA, die damit alleiniger Gesellschafter ist.

## Ausstattung

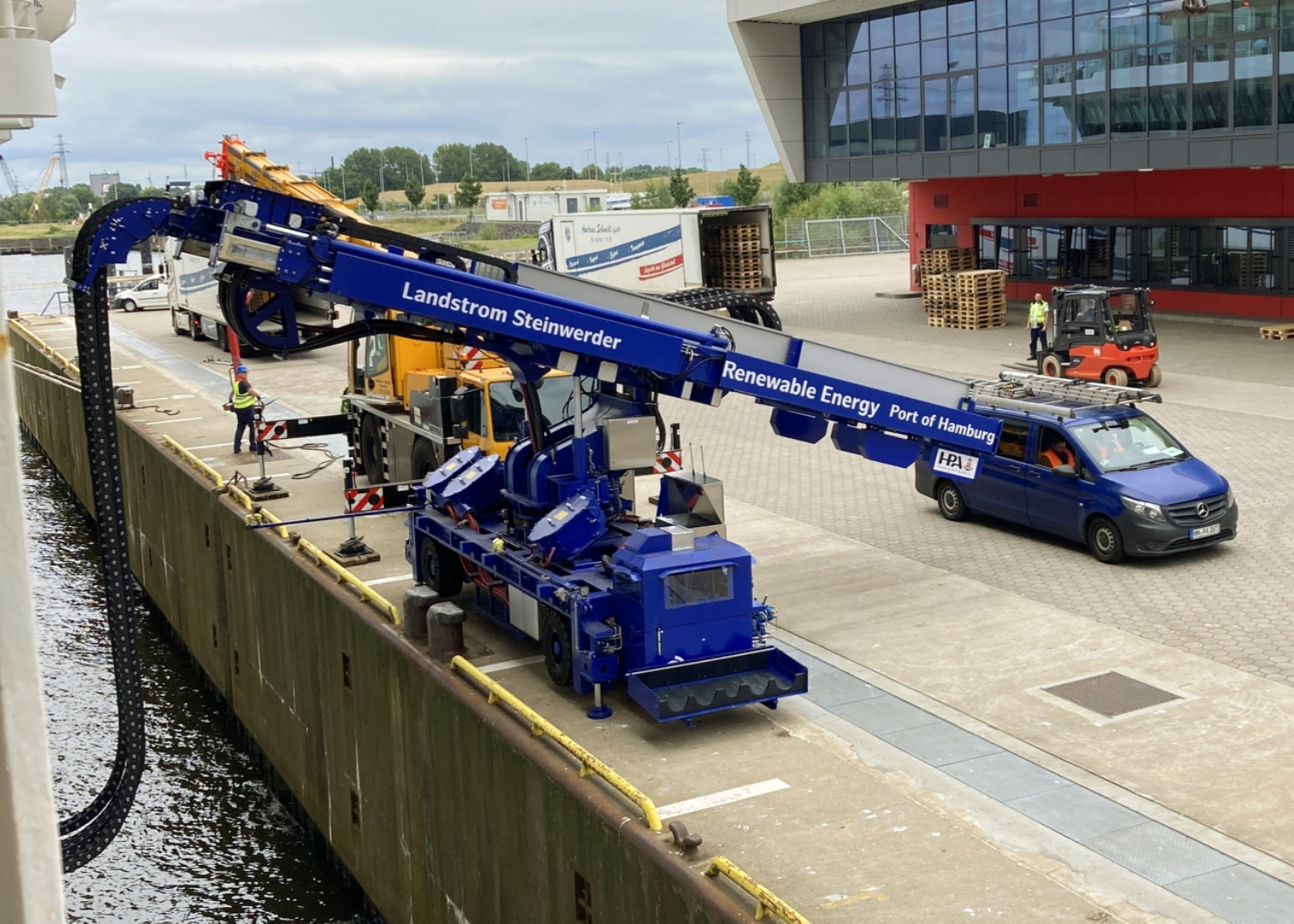
Landstromanschluss

Das Kreuzfahrtterminal ist das modernste Abfertigungsterminal des Kreuzfahrtstandortes Hamburg. Bis zu 4000 Passagiere können dort pro Anlauf in zwei getrennten Bereichen des Terminalgebäudes abgefertigt werden. Das Cruise Center Steinwerder verfügt über 1500 Langzeit- und Kurzzeitparkplätze für Kreuzfahrtgäste, Abholer/Bringer und Besucher. Beim Terminal wurde eine Anlegestelle für Hafenfähren eingerichtet, sodass es durch diese an den öffentlichen Nahverkehr angebunden werden könnte.
Das Terminal wird ab 2016 über eine Landversorgung mit Energie zum Betrieb der Schiffsmaschinen verfügen. Hier wurde ein Anschluss zur LNG-Versorgung von Tanklastwagen aus geschaffen, sodass Hilfsdieselmotoren auf dem Kreuzfahrtschiff dann mit dem vergleichsweise sauberen Kraftstoff den erforderlichen Strom selbst erzeugen können.

## Seafarers Lounge
Speziell zur Unterstützung und Versorgung von Besatzungsmitgliedern der Kreuzfahrtschiffe wurden die Seafarers Lounges gegründet. Die Seafarers Lounge hat in Hamburg drei Standorte, in den Cruise-Centern in Altona, der HafenCity und Steinwerder. Hier können die Seeleute kostenlos mit ihren Familien Kontakt aufnehmen und einkaufen. Weiterhin können sie Geld für ihre Familien überweisen und ausländische Währung umtauschen. Die Lounges befinden sich im Sicherheitsbereich der Cruise-Center, so dass die Crewmitglieder keinen „Landgang“ machen, sondern die Lounges schnell und unbürokratisch aufsuchen können. Gegründet wurden sie von der DSM Altona und der DSM Hamburg-Harburg. Sie arbeiten, oft in Personalunion, sehr eng mit den Seemannsmissionen und der Bordbetreuung im Hamburger Hafen zusammen.

## Weitere Anlegestellen für Kreuzfahrtschiffe in Hamburg
- Hamburg Cruise Center HafenCity (CC 1)
- Hamburg Cruise Center Altona (CC 2)
- gelegentlich Überseebrücke
- gelegentlich O’Swaldkai am Hansahafen auf dem Kleinen Grasbrook